# Michał Cała
Michał Cała (ur. 15 marca 1948 w Toruniu) − polski artysta fotografik.

## Życiorys
Po zakończeniu studiów na Politechnice Warszawskiej zamieszkał w Tychach i w latach 1975–1992 poświęcił się fotografowaniu śląskiego krajobrazu. W efekcie tej pracy powstał cykl czarno-białych fotografii Śląsk. Autor był szczególnie zainteresowany osiedlami robotniczymi, starymi hutami, kopalniami i olbrzymimi hałdami. Fotografował także ludzi żyjących w tym środowisku.
Michał Cała jest laureatem wielu konkursów fotograficznych. Dwukrotnie otrzymał Grand Prix na Biennale Krajobrazu Polskiego w Kielcach w 1979 i w 1983 roku. W latach 2004–2006 Michał Cała współpracował z Galerią Zderzak w Krakowie. W efekcie tej współpracy został wydany czarno-biały album pt. Śląsk. Autor jest również twórcą cyklu fotografii pt. Galicja, a także wystawy Paysages de Pologne pokazanej w Galerie Contraste w Bordeaux w 1985 roku.
W roku 2007 Michał Cała został zaliczony do stu najwybitniejszych polskich fotografików działających w ubiegłym stuleciu i wziął udział w wystawie pt. Polska fotografia w XX wieku (Warszawa, Wilno).
Również w roku 2007 Michał Cała pokazał swoją wystawę Śląsk na 2. Foto Festival Mannheim Ludwigshafen Heidelberg. Zajął też I miejsce na konkursie Pilsner IPA 2007 w kategorii "Industrial". W tym samym roku o autorze i o jego śląskich zdjęciach napisał brytyjski magazyn Foto8 oraz British Journal of Photography. W roku 2008 zdjęcia te wzięły udział w projekcie Behind Wall podczas Noorderlicht Photofestival w Holandii.
W roku 2009 odbyła się wystawa w Muzeum Śląskim w Katowicach Śląskie inspiracje krajobrazowe. Michał Cała i Edward Poloczek. Fotografie, oraz w Starej Galerii ZPAF w Warszawie Michał Cała 30 lat fotografii na Śląsku. W grudniu tego samym roku otrzymał odznakę honorową "Zasłużony dla Kultury Polskiej".
Jego fotografie były publikowane w albumach: Antologia fotografii polskiej 1839–1989, Mistrzowie polskiego pejzażu, Polska fotografia w XX wieku.
Od roku 1983 jest członkiem Związku Polskich Artystów Fotografików. Obecnie mieszka w Bielsku-Białej.

## Wystawy indywidualne
- Pejzaż Polski – Teatr Mały, Tychy (1978)
- Śląsk – Galeria Katowice, Katowice; Wałbrzyska Galeria Fotografii, Wałbrzych (1984)
- Paysages de Pologne – Galerie Contraste, Bordeaux, Francja (1985)
- Śląsk – Stara Galeria ZPAF, Warszawa; Galeria ZPAF, Kraków (1986)
- Krajobrazy Śląska i okolic – Galeria ZPAF, Katowice (1986)
- Śląsk – Galeria Fotografii, Kielce (1987)
- Galicja – Galeria Fotografii Ratusz, Zamość; Galeria B&B, Bielsko-Biała (1993)
- Galicja – Galeria MOK, Jastrzębie Zdrój (1998)
- Śląsk – Galeria B&B, Bielsko-Biała (1999)
- Śląsk – Muzeum Śląskie, Katowice (2002)
- Śląsk 75–92 – Galeria Miasta Ogrodów, Katowice (2020)[7]
- Polska powiatowa i gminna – Galeria Miasta Ogrodów, Katowice (2023)[8]
- Polska powiatowa i gminna 2014–2018 – Galeria B&B, Bielsko-Biała (2025)[9]

## Wystawy zbiorowe (wybór)
- Śląsk – Klub KRON, Teatr Mały, Tychy (1978)
- Śląsk – Dom Turysty, Warszawa (1979)
- Śląsk – Galeria PTF, Poznań (1980)
- Śląsk – Galeria Fotografii, Kielce (1982)
- Śląsk – Galeria B&B, Bielsko-Biała (1983)
- Polska współczesna fotografia artystyczna – Galeria Zachęta, Warszawa; Muzeum Narodowe, Wrocław (1985)
- Polska fotografia krajobrazowa 1944–1984 – Kielce (1985)
- 40-lecie ZPAF – Zachęta, Warszawa (1987)

## Publikacje

### Albumy autorskie
- Śląsk – Bielsko-Biała (1996)
- Beskidy – od Beskidu Śląskiego po Bieszczady – Bielsko-Biała (1999)
- Podbeskidzie – Bielsko-Biała (2001)
- Karkonosze – Kraków (2005)
- Góry Polskie – Kraków

### Albumy zbiorowe (wybór)
- Polska (1994)
- Bielsko-Biała (1996)
- Pejzaż Polski
- Polskie góry
- Parki Narodowe